# NHL Stadium Series
Die NHL Stadium Series ist eine Eishockey-Veranstaltung der nordamerikanischen National Hockey League, bei der eine oder mehrere Begegnungen der regulären Saison in Form von Freiluft-Spielen ausgetragen werden. Sie steht damit in einer Reihe mit dem NHL Winter Classic sowie dem NHL Heritage Classic. Die erste NHL Stadium Series wurde 2014 veranstaltet, bei der insgesamt vier Spiele stattfanden.
Viele Begegnungen der Stadium Series befinden sich in der Liste der Eishockeyspiele mit der höchsten Zuschauerzahl, da sie grundsätzlich in Stadien ausgetragen werden, die für Feldsportarten wie Football oder Baseball ausgelegt sind.

## Liste der Partien
| Jahr | Datum       | Stadion                            | Ort                         | Heimmannschaft        | Ergebnis | Gästemannschaft         | Zuschauer |
| ---- | ----------- | ---------------------------------- | --------------------------- | --------------------- | -------- | ----------------------- | --------- |
| 2014 | 25. Januar  | Dodger Stadium                     | Los Angeles, Kalifornien    | Los Angeles Kings     | 0:3      | Anaheim Ducks           | 54.099    |
| 2014 | 26. Januar  | Yankee Stadium                     | New York City, New York     | New Jersey Devils     | 3:7      | New York Rangers Anm. 1 | 50.105    |
| 2014 | 29. Januar  | Yankee Stadium                     | New York City, New York     | New York Islanders    | 1:2      | New York Rangers Anm. 1 | 50.027    |
| 2014 | 1. März     | Soldier Field                      | Chicago, Illinois           | Chicago Blackhawks    | 5:1      | Pittsburgh Penguins     | 62.921    |
| 2015 | 21. Februar | Levi’s Stadium                     | Santa Clara, Kalifornien    | San Jose Sharks       | 1:2      | Los Angeles Kings       | 70.205    |
| 2016 | 21. Februar | TCF Bank Stadium                   | Minneapolis, Minnesota      | Minnesota Wild        | 6:1      | Chicago Blackhawks      | 50.426    |
| 2016 | 27. Februar | Coors Field                        | Denver, Colorado            | Colorado Avalanche    | 3:5      | Detroit Red Wings       | 50.095    |
| 2017 | 25. Februar | Heinz Field                        | Pittsburgh, Pennsylvania    | Pittsburgh Penguins   | 4:2      | Philadelphia Flyers     | 67.318    |
| 2018 | 3. März     | Navy-Marine Corps Memorial Stadium | Annapolis, Maryland         | Washington Capitals   | 5:2      | Toronto Maple Leafs     | 29.516    |
| 2019 | 23. Februar | Lincoln Financial Field            | Philadelphia, Pennsylvania  | Philadelphia Flyers   | 4:3      | Pittsburgh Penguins     | 69.620    |
| 2020 | 15. Februar | Falcon Stadium                     | Colorado Springs, Colorado  | Colorado Avalanche    | 1:3      | Los Angeles Kings       | 43.574    |
| 2022 | 26. Februar | Nissan Stadium                     | Nashville, Tennessee        | Nashville Predators   | 2:3      | Tampa Bay Lightning     | 68.619    |
| 2023 | 18. Februar | Carter-Finley Stadium              | Raleigh, North Carolina     | Carolina Hurricanes   | 4:1      | Washington Capitals     | 56.961    |
| 2024 | 17. Februar | MetLife Stadium                    | East Rutherford, New Jersey | New Jersey Devils     | 6:3      | Philadelphia Flyers     | 70.328    |
| 2024 | 18. Februar | MetLife Stadium                    | East Rutherford, New Jersey | New York Islanders    | 5:6 OT   | New York Rangers        | 79.690    |
| 2025 | 1. März     | Ohio Stadium                       | Columbus, Ohio              | Columbus Blue Jackets | –:–      | Detroit Red Wings       | –         |